# Gras-Schwertlilie

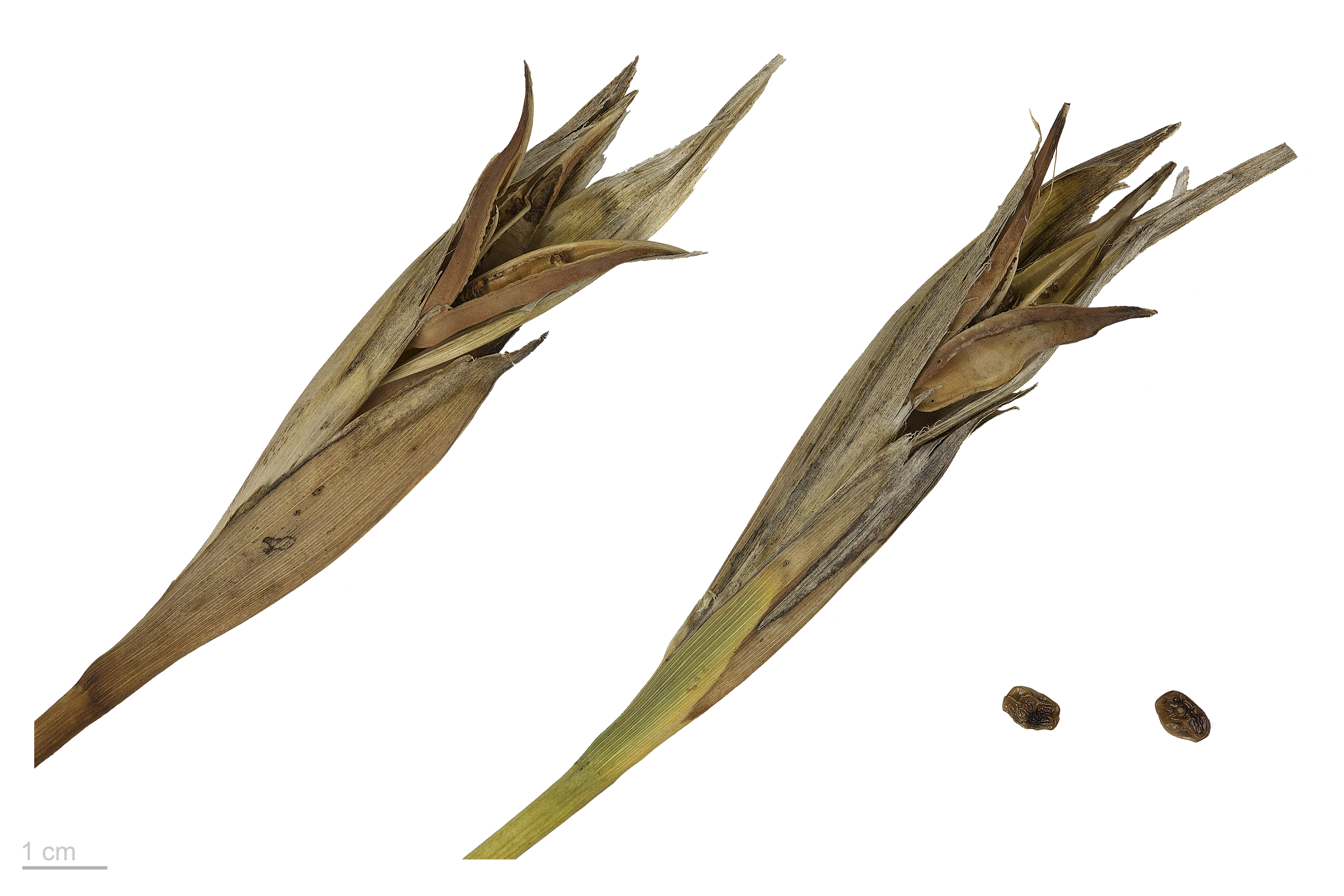
Iris graminea

Die Gras-Schwertlilie (Iris graminea), auch Grasblättrige Schwertlilie, Gras-Iris, Pflaumenduft-Schwertlilie oder Pflaumen-Iris genannt, ist eine Pflanzenart aus der Gattung der Schwertlilien (Iris). Die Varietät Iris graminea var. pseudocyperus (Schur) Beck wird seit spätestens 1568 kultiviert. Sie ist heute als Zierpflanze zerstreut in Rabatten zu finden.

## Merkmale
Die Gras-Schwertlilie ist eine ausdauernde krautige Pflanze mit einem Rhizom, die Wuchshöhen von 15 bis 30, selten bis 40 Zentimeter erreicht. Der Stängel ist im Durchschnitt zusammengedrückt, markig, aufrecht, wenig verzweigt, zweischneidig und viel kürzer als die Blätter. Die parallelnervigen Laubblätter sind 35 bis 100 Zentimeter lang und 0,5 bis 1,5 Zentimeter breit und liegen nach der Blütezeit flach am Boden. Sie sind zweizeilig, reitend und grasartig. 
Die ein bis zwei Blüten duften süß nach Obst. Die Platte der Hängeblätter ist kurz, weiß und violett geadert, der Nagel ist viel länger und breiter. Die Domblätter sind violett, 2,5 bis 4 Zentimeter lang und 0,5 Zentimeter breit. 
Die Varietät Iris graminea var. pseudocyperus hat duftlose Blüten und ist größer.
Blütezeit ist im Mai, zum Teil auch im Juni.
Die Chromosomenzahl beträgt n = 17.

## Vorkommen
Diese Art kommt von Nord-Spanien und Süd-Frankreich bis zum Balkan, in der West-Ukraine und im südlichen Zentral-Europa in Halbtrockenrasen und lichten Gebüschen vor. In Deutschland gilt sie als eingebürgerter Neophyt.

## Systematik
Es gibt drei Varietäten:
- Iris graminea var. achtaroffii
- Iris graminea var. graminea (Syn.: Iris colchica Kem.-Nath.)
- Iris graminea var. pseudocyperus (Schur) Beck

## Belege
- Eckehart J. Jäger, Friedrich Ebel, Peter Hanelt, Gerd K. Müller (Hrsg.): Rothmaler Exkursionsflora von Deutschland. Band 5: Krautige Zier- und Nutzpflanzen. Spektrum Akademischer Verlag, Berlin Heidelberg 2008, ISBN 978-3-8274-0918-8.